# Samuel Caldeira
Samuel José Rodrigues Caldeira (30 de noviembre de 1985) es un ciclista portugués.
A finales de 2022 se informó que fue sancionado con tres años de suspensión por posesión de un método prohibido.

## Palmarés
2010
- Gran Premio Crédito Agrícola de la Costa Azul, más 2 etapas

2014
- 1 etapa de la Vuelta al Alentejo

2017
- 1 etapa de la Vuelta a Portugal[2]

2019
- 1 etapa de la Vuelta a Portugal